# Lookfamilie
De lookfamilie (Alliaceae) is een familie van kruidachtige, overblijvende kruiden. Een familie onder deze naam wordt door slechts weinig systemen van plantentaxonomie erkend. De familie wordt wel erkend door het APG-systeem (1998) en het APG II-systeem (2003). Dit laatste geeft dan ook gelijk twee mogelijkheden voor de omschrijving van de familie:
1. In brede zin, inclusief de planten die anders de families Agapanthaceae en Amaryllidaceae zouden vormen.
2. In enge zin, exclusief de planten die dan de families Agapanthaceae en Amaryllidaceae vormen.

In APG I was de omschrijving van de familie die in enge zin. In het APG III-systeem (2009) bestaat niet een familie onder deze naam. Wat hierboven de familie in brede zin is wordt in APG III wel aangehouden, maar dan onder de naam dan Amaryllidaceae. De familie in enge zin wordt daar de onderfamilie Allioideae.
De familie in brede zin bestaat uit ruim 1600 soorten. De familie in engere zin bestaat uit ongeveer 800 soorten, waarvan het merendeel (meer dan 80%) in het geslacht Look (Allium).
Enkele soorten
De volgende soorten uit deze (onder)familie worden in aparte artikelen behandeld:
- Sjalot (Allium ascalonicum)
- Berglook (Allium carinatum)
- Ui (Allium cepa)
- Moeslook (Allium oleraceum)
- Eslook (Allium oschaninii)
- Prei (Allium ampeloprasum var. porrum)
- Knoflook (Allium sativa)
- Bieslook (Allium schoenoprasum)
- Daslook (Allium ursinum)

Uit het geslacht Gethyllis:
- Koekemakrank (Gethyllis afra)